# Архиепархия Санта-Фе-де-ла-Вера-Крус
Архиепархия Санта-Фе-де-ла-Вера-Крус  (лат. Archidioecesis Sanctae Fidei Verae Crucis) — архиепархия Римско-Католической Церкви с центром в городе Санта-Фе, Архиепархия. В митрополию входят епархии Рафаэлы, Реконкисты. Кафедральным собором архиепархии Санта-Фе-де-ла-Вера-Крус церковь Всех Святых.

## История
15 февраля 1897 года Римский папа Лев XIII издал буллу «In Petri Cathedra», которой учредил епархию Санта-Фе, выделив её из епархии Параны (сегодня — Архиепархия Параны). Епархия Санта-Фе входила в митрополию Буэнос-Айреса.
20 апреля 1934 года Римский папа Пий XI издал буллу «Nobilis Argentinae nationis», которой передал часть территории епархии Санта-Фе для новой епархии Росарио (сегодня — Архиепархия Росарио) и одновременно возвёл епархию Санта-Фе в ранг архиепархии.
3 июня 1939 года, 11 февраля 1957 года и 10 апреля 1961 года архиепархия Санта-Фе передала часть своей территории для образования новых епархий Ресистенсии (сегодня — Архиепархия Ресистенсии), Реконкисты и Рафаэлы.
19 сентября 1992 года архиепархия Санта-Фе была переименована в архиепархию Санта-Фе-де-ла-Вера-Крус.

## Ординарии
- епископ Juan Agustín Boneo (7.02.1898 — 17.06.1932);
- кардинал Николас Фасолино (20.10.1932 — 13.08.1969);
- архиепископ Vicente Faustino Zazpe (13.08.1969 — 24.01.1984);
- архиепископ Edgardo Gabriel Storni (28.08.1984 — 1.10.2002);
- архиепископ Хосе Мария Аранседо (13.01.2003 — 17.04.2018, в отставке);
- архиепископ Sergio Alfredo Fenoy (17.04.2018 — по настоящее время).

## Источник
- Annuario Pontificio, Libreria Editrice Vaticana, Città del Vaticano, 2011, ISBN 88-209-7422-3
- Булла In Petri cathedra, Sanctissimi Domini nostri Leonis papae XIII allocutiones, epistolae, constitutiones aliaque acta praecipua, Vol. VI (1894—1897), Bruges 1897, pp. 257—263
- Булла Nobilis Argentinae nationis Архивная копия от 5 октября 2018 на Wayback Machine, AAS 27 (1935), p. 257